# D915 (Seine-Maritime)
De D915 is een departementale weg in het Noord-Franse departement Seine-Maritime. De weg loopt van de grens met Eure via Gournay-en-Bray en Forges-les-Eaux naar Dieppe. In Eure loopt de weg als D15B verder naar Gisors en Parijs.

## Geschiedenis
Oorspronkelijk was de D915 onderdeel van de N15. In 1973 werd de weg overgedragen aan het departement Seine-Maritime, omdat de weg geen belang meer had voor het doorgaande verkeer. De weg is toen omgenummerd tot D915.